# 쿠노이

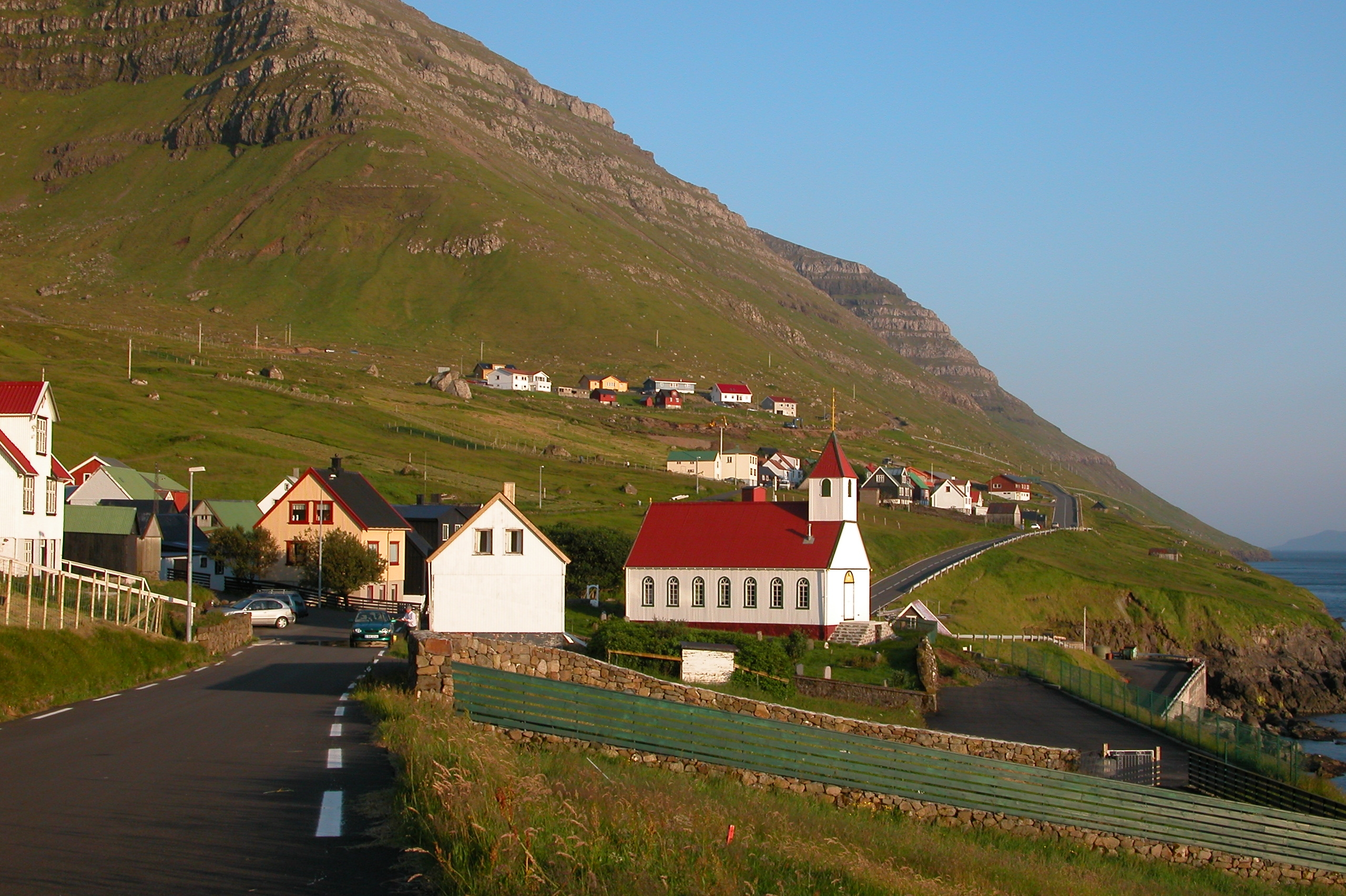
쿠노이

쿠노이(페로어: Kunoy, 덴마크어: Kunø 쿠뇌[*])는 페로 제도 쿠노이섬에 위치한 도시이다. 2006년 기준으로 인구는 64명이다.